# Kionochaeta aristata
Kionochaeta aristata är en svampart som beskrevs av P.M. Kirk 1986. Kionochaeta aristata ingår i släktet Kionochaeta, divisionen sporsäcksvampar och riket svampar.   Inga underarter finns listade i Catalogue of Life.